# Битка у Сундском мореузу
Битка у Сундском мореузу (енгл. Battle of Sunda Strait), вођена 28. фебруара 1942, била је јапанска поморска победа у Источној Индији током рата на Пацифику.

## Позадина
Након освајања Суматре, Калимантана, Сулавесија и Балија (током јануара и фебруара 1942), Јапанци су крајем фебруара 1942. отпочели инвазију Јаве снагама Друге флоте адмирала Нотабуке Конда и 16. армије. У сусрет главним јапанским снагама које су продрле у Јаванско море са севера кроз Макасарски пролаз, испловила је из Сурабаје на Јави 26. фебруара у 22 часа здружена савезничка ескадра под командом холандског адмирала Карела Дормана (америчка тешка крстарица Хјустон и британска Ексетер, холандске лаке крстарице Де Ројтер и Јава, аустралијска лака крстарица Перт и 10 холандских, британских и америчких разарача). Први ешелон јапанских инвазионих снага откривен је 27. фебруара у 16 часова и 12 минута на 20 наутичких миља западно од острва Бавеана, под заштитом поморског одреда адмирала Такео Такагија (2 тешке и 2 лаке крстарице са 14 разарача). Без подршке авијације и неувежбана за заједничка дејства, са посадама исцрпљеним неуспесима из претходних двомесечних борби, савезничка ескадра је разбијена у бици у Јаванском мору, 27-28. фебруара: у дневном боју (од 16:16  до19:36 часова) потопљена су два савезничка разарача и оштећена тешка крстарица Ексетер, а у ноћном боју (око 23:30 часова) потопљене су холандске крстарице Де Ројтер и Јава, а адмирал Дорман је погинуо. Оштећени Ексетер са два разарача повукао се према Сурабаји, 6 преосталих разарача кренули су нешто касније одвојено за њим (при чему је 1 наишао на мину и потонуо), а преостале 2 крстарице повукле су се према Џакарти. Јапанцима је у артиљеријском боју и гоњењу противника веома помогло извиђање, осматрање и осветљавање циљева авијацијом, коју Савезници нису имали.

## Битка
Након ноћног боја 27. фебруара, преостале 2 савезничке крстарице (Хјустон и Перт) повукле су се у Танџунг Приок, луку код Џакарте, а пред вече 28. фебруара запловиле су ка западу да би се кроз Сундски пролаз повукле у Индијски океан. Око 23. часа наишле су у заливу Бантен на снаге јапанског Западног инвазионог одреда (56 транспортних бродова, 4 крстарице и 2 флотиле разарача), па су у изненадном судару потопиле 1, а оштетиле 3 јапанска транспортна брода. Међутим, опкољене од јапанских тешких крстарица и разарача подршке, убрзо су обе потопљене. Исту судбину доживео је и 1 разарач, покушавајући да их сустигне.

## Последице
Наредног дана (1. марта) око подне, јужно од Калимантана, потопљена је и крстарица ексетер са два разарача пратње, такође при покушају пребацивања у Индијски океан. Од савезничких снага спасла су се само 4 америчка разарача бегом у Аустралију кроз теснац Бали. Јапанци при свему томе нису изгубили ни један ратни брод. Њиховом потпуном успеху допринела је, уз остало, и неупоредиво боља увежбаност посада, хомогеност састава и подршка авијације.
По уништењу савезничке флоте, Јапанци су се неометано искрцали на Јави 28. фебруара у заливу Бантаму (Западна инвазиона група) и у рејону Сурабаје (Источна инвазиона група). Батавија (Џакарта) и Бандунг заузети су до 5. марта, а у међувремену и Сурабаја. Продором преко острва, јапанске снаге заузеле су Чилачап 8. марта. Наредног дана борбе су се завршиле капитулацијом преосталих савезничких снага. Под влашћу Јапанаца Јава је остала све до капитулације Јапана 15. августа 1945.